# يو إف سي على إي إس بي إن: إيميت ضد ميرفي
يو إف سي ليلة القتال: إيميت ضد ميرفي (بالإنجليزية: UFC on ESPN: Emmett vs. Murphy) (المعروف أيضًا باسم يو إف سي فيغاس 105 ويو إف سي على إي إس بي إن 65) هو حدث لفنون القتال المختلطة نظّمته يو إف سي، وأُقيم في 5 أبريل 2025، على يو إف سي أبيكس في إنتربرايز، نيفادا، وهي جزء من منطقة لاس فيغاس الحضرية، الولايات المتحدة.